# Banjar Setia
Banjar Setia is een bestuurslaag in het regentschap Way Kanan van de provincie Lampung, Indonesië. Banjar Setia telt 308 inwoners (volkstelling 2010).